# Osservatorio della marina di Pola
L’Osservatorio della marina di Pola è stato un osservatorio astronomico attivo dal 1871 al 1914 nella città di Pola.
Il codice IAU dell'osservatorio è 538.

## Storia
Il primo osservatorio astronomico della marina asburgica era stato fondato nel 1838 a Venezia, città che peraltro era divenuta italiana nel 1866.
L'osservatorio di Pola fu fondato nel 1871 come parte dell'Istituto idrografico dell'imperial regia marina (k.u.k. hidrographisches Anstalt). Pola, infatti, era all'epoca il porto militare dell'Impero austro-ungarico. L'edificio si trovava sulla collina di Monte Zaro.
L'osservatorio era dotato di strumenti dei passaggi, un sistema di determinazione dell'ora esatta e dei relativi telescopi rifrattori; e aveva fra gli altri compiti quello di dare il segnale orario e di effettuare le osservazioni meteorologiche. Da un punto di vista organizzativo dipendeva dall'Istituto idrografico della marina asburgica.
Il più famoso scienziato che lavorò a Pola fu l'ufficiale di marina di origini morave Johann Palisa (1848–1925), che divenne direttore dell'osservatorio nel 1871 o nel 1872 e lo rimase fino al 1880, quando passò all'Osservatorio universitario di Vienna. La carica di direttore comportava il grado di comandante. Il suo compito principale era lo Zeitdienst, ovvero la determinazione e conservazione dell'ora esatta. Tuttavia, Palisa trovò il tempo di dedicarsi all'osservazione degli asteroidi e nel periodo polano ne scoprì 28: 136 Austria, 137 Meliboea, 140 Siwa, 142 Polana, 143 Adria, 151 Abundantia, 153 Hilda, 155 Scylla, 156 Xanthippe, 178 Belisana, 182 Elsa, 183 Istria, 184 Dejopeja, 192 Nausikaa, 195 Eurykleia, 197 Arete, 201 Penelope, 204 Kallisto, 205 Martha, 207 Hedda, 208 Lacrimosa, 210 Isabella, 211 Isolda, 212 Medea, 214 Aschera, 216 Kleopatra, 218 Bianca e 219 Thusnelda.
Nel 1883 divenne direttore il croato Ivo Benko barone di Bojnik, il quale svolse ricerche sistematiche con lo strumento dei passaggi e compilò un catalogo delle stelle fondamentali.
Quando l'Istria passò all'Italia, nel 1918, gli strumenti astronomici e la biblioteca furono trasferiti a Trieste.
Durante la seconda Guerra mondiale, nel 1944, l'aviazione alleata bombardò l'edificio e lo distrusse quasi completamente: oggi ne sopravvive solo una cupola, che è stata trasformata in museo.
Dal 1979 la Società astronomica amatoriale "Istra" opera nell'ala nordorientale dell'osservatorio, parzialmente ricostruita.